# Márta Balogh
Pour les articles homonymes, voir Balogh.
Márta Balogh, née le 2 mars 1943 à Budapest et morte le 3 octobre 2019 , est une handballeuse internationale hongroise. 

## Carrière
Avec l'équipe de Hongrie (42 sélections entre 1962 et 1969), Márta Balogh est championne du monde 1965. 
Elle évolue de 1961 à 1969 en club au Budapest Spartacus SC.

## Famille
Márta Balogh a épousé Kálmán Markovits, deux fois champion olympique de water-polo. Ils ont eu un enfant, László Markovits, qui est devenu le plus jeune champion hongrois de tennis en 1986 à l'âge de 16 ans, puis a eu une carrière couronnée de succès en tant que dirigeant sportif. Il a été président du Vasas SC et membre du Comité olympique hongrois.

## Palmarès

### En équipe nationale
- Championnat du monde
  -  championne du monde en 1965

### En club
- Coupe des clubs champions européens : 
  - Finaliste en 1965

- Championnat de Hongrie :
  - Championne en 1962, 1963, 1964, 1965, 1967
  - Vice-championne en 1966
- Coupe de Hongrie :
  - Vainqueur en 1963 et 1968
  - Finaliste en 1969